# Burgstetten
Burgstetten är en kommun i Rems-Murr-Kreis i regionen Stuttgart i Regierungsbezirk Stuttgart i förbundslandet Baden-Württemberg i Tyskland. Kommunen bildades 1 augusti 1971 genom en sammanslagning av kommunerna Erbstetten och Burgstall an der Murr.
Kommunen ingår i kommunalförbundet Backnang tillsammans med staden Backnang och kommunerna Allmersbach im Tal, Althütte, Aspach, Auenwald, Kirchberg an der Murr, Oppenweiler och Weissach im Tal.